# تپه پنج چاهی ۶–۴
تپه پنج چاهی ۶–۴ مربوط به عصر آهن - دوره سلوکیان- دوره اشکانیان است و در شهرستان دورود، بخش سیلاخور، دهستان چالانچولان، ۱/۲ کیلومتری شمال شرق زرگران علیا واقع شده و این اثر در تاریخ ۲۸ شهریور ۱۳۸۶ با شمارهٔ ثبت ۱۹۵۴۹ به‌عنوان یکی از آثار ملی ایران به ثبت رسیده است.